# Symbyosis
Symbyosis это Французская дет-метал-группа.

## История
Начало Symbyosis было положено в 1998 году, когда Franck Kobolt начал писать песни для своего проекта под названием Chrysalid. Первые четыре песни были написаны им "для себя" и не предназначались для широкой аудитории. Однако, позднее Frank Kobolt сошелся с другим композитором PhilQuist и вокалистом Corrosive Bob, что сподвигло к написанию совместного материала. Еще спустя год четырёхпесенное демо превратилось в полноценный альбом.
В июне 1999 под эгидой Hidden Association группа отправилась в студию для записи своего первого альбома, который был полностью закончен в январе 2000 года. Crisis состоял из тринадцати песен, в работе над которыми приняли участие Oslanon Gerom, Cryopsis Entity (вокал) и Karl Bourdin (соло-гитара).
Cryopsis также написал лирику для некоторых песен, а PhilQuist был соавтором большинства материала. Одна из песен с этого альбома - "Quest of the Dolphin" была выбрана для выпуска на компиляции журнала Metallian в марте 2000 года. Наконец, в июле 2000 группу подписал лейбл Listenable Records.
В октябре 2000 Symbyosis выпустил мини-альбом "The Fluid", а полноформатный "Crisis" вышел в свет в ноябре того же года.
В следующем году группа отправилась в турне с No Return и Crest of Darkness с Tariq Zulficar в качестве барабанщика, басистом Antoine Rognon и вторым гитаристом Nikos Kevorkian. Тогда же была выпущена песня "Voyager", которая была выложена для бесплатного скачивания на сайте группы в качестве благодарности поклонникам за их поддержку.
По результатам голосования читателей Hardandheavy (французский металлический журнал) Symbyosis заняли 4-е место в топ лучших новых групп и 7-е в топ лучших альбомов в 2001 году.
Судьба Symbyosis резко измененилась в сентябре 2001, когда Listenable Records отказался продлевать контракт с группой. Чтобы найти новый лейбл, в январе 2002 года Symbyosis записали демо "Life is a Phoenix" также с Tariq, Antoine и Nikos.
К сожалению, это не принесло желаемого результата. Тогда группа пришла решение самостоятельно выпустить следующий альбом. Из-за проблем, связанных с производством альбома, финансовое положение группы резко ухудшилось.
Symbyosis находились в очень трудной ситуации, но при поддержкое семьи, друзей и некоторых СМИ группе удалось улучшить своё положение предпродажей альбома по подписке среди своих поклонников по всему мире. Это позволило группе собрать необходимый бюджет для записи.
Спустя 5 лет после выхода "Crisis" был выпущен новый альбом - "On the Wings of Phoenix", в конечном итоге распространяемый через Listenable Records / Pias. Он записывался в Adima Studio (Париж) и Hidden Association Studios (Сент-Клауд, Франция) и вышел в декабре 2005. Двойной альбом состоит из 24 песен, хорошо иллюстрирующих музыкальное разнообразие группы. Такой формат позволил авторам засвидетельствовать почтение своим "вдохновителям", таким как Napalm Death, Iron Maiden, Slayer.

## Дискография
2000 - Crisis 

2005 - On The Wings Of Phoenix [2CD]

## Текущий состав
Franck Kobolt - Гитара 

Corrosive Bob (Arnaud Chipouka) - Вокал 

Nikos Kevorkian - Гитара 

Bob - Бас-гитара

Tarik Zulficar - Ударные